# Papstwahl 1154
Die Papstwahl 1154 fand nach dem Tod von Papst Anastasius IV. statt. Durch sie wurde Nicholas Breakspeare zu Hadrian IV., dem einzigen englischen Papst, gewählt.

## Wahl
Papst Anastasius IV. starb am 3. Dezember 1154 in Rom im fortgeschrittenen Alter. Das Kardinalskollegium versammelte sich am Tag darauf im Petersdom und wählte einstimmig den Kardinalbischof von Albano, Nicholas Breakspeare, den vormaligen päpstlichen Legaten in Skandinavien (1152–1153), zum Papst. Er gab sich den Namen Hadrian IV. und wurde am 5. Dezember im Petersdom gekrönt.

## Kardinalwähler
Anfang Dezember 1154 gab es wahrscheinlich 30 Kardinäle, aber nicht mehr als 25 nahmen an der Wahl teil:
| Kardinal                     | Kardinalstitel                                                           | Kreiert            | von Papst     | Anmerkungen                                       |
| ---------------------------- | ------------------------------------------------------------------------ | ------------------ | ------------- | ------------------------------------------------- |
| Imar, OSBCluny               | Kardinalbischof von Tusculum                                             | 13. März 1142      | Innozenz II.  | Dekan des Heiligen Kollegiums                     |
| Guarino Foscari, CanReg      | Kardinalbischof von Palestrina                                           | 22. Dezember 1144  | Lucius II.    |                                                   |
| Nicholas Breakspeare, CanReg | Kardinalbischof von Albano                                               | 16. Dezember 1149  | Eugen III.    | Gewählter Papst Hadrian IV.                       |
| Hugo, OCist                  | Kardinalbischof von Ostia e Velletri                                     | 21. Dezember 1151  | Eugen III.    |                                                   |
| Gregorio della Suburra       | Kardinalbischof von Sabina                                               | 1. März 1140       | Innozenz II.  |                                                   |
| Cencio de Gregorio           | Kardinalbischof von Porto e Santa Rufina                                 | 2. März 1151       | Eugen III.    |                                                   |
| Guido Florentinus            | Kardinalpriester von Sant Crisogono                                      | 1139               | Innozenz II.  | Kardinalprotopriester                             |
| Ubaldo Allucingoli           | Kardinalpriester von Santa Prassede                                      | 16. Dezember 1138  | Innozenz II.  | Zukünftiger Papst Lucius III. (1181–1185)         |
| Ottaviano de Monticelli      | Kardinalpriester von Santa Cecilia in Trastevere                         | 25. Februar 1138   | Innozenz II.  | Zukünftiger Gegenpapst Viktor IV. (1159–1164)     |
| Manfredo                     | Kardinalpriester von Santa Sabina                                        | 17. Dezember 1143  | Coelestin II. |                                                   |
| Ariberto                     | Kardinalpriester von Sant Anastasia                                      | 17. Dezember 1143  | Coelestin II. |                                                   |
| Astaldo degli Astalli        | Kardinalpriester von Santa Prisca                                        | 17. Dezember 1143  | Coelestin II. |                                                   |
| Giulio                       | Kardinalpriester von San Marcello                                        | 19. Mai 1144       | Lucius II.    |                                                   |
| Ubaldo Caccianemici, CanReg  | Kardinalpriester von Santa Croce in Gerusalemme                          | 19. Mai 1144       | Lucius II.    |                                                   |
| Guido Puella                 | Kardinalpriester von Santa Pudenziana                                    | 22. Dezember 1144  | Lucius II.    |                                                   |
| Bernard, CanReg              | Kardinalpriester von San Clemente                                        | 22. Dezember 1144  | Lucius II.    | Erzpriester des Petersdoms                        |
| Rolando                      | Kardinalpriester von San Marco und Kanzler der Heiligen Römischen Kirche | 22. September 1150 | Eugen III.    | Zukünftiger Papst Alexander III (1159–1181)       |
| Gerard                       | Kardinalpriester von Sant Stefano in Monte Celio                         | 2. März 1151       | Eugen III.    |                                                   |
| Giovanni da Sutri            | Kardinalpriester von Santi Giovanni e Paolo                              | 21. Februar 1152   | Eugen III.    |                                                   |
| Enrico da Pisa, OCist        | Kardinalpriester von Santi Nereo e Achilleo                              | 21. Februar 1152   | Eugen III.    |                                                   |
| Giovanni Morrone             | Kardinalpriester von Santi Silvestro e Martino ai Monti                  | 23. Mai 1152       | Eugen III.    |                                                   |
| Rodolfo                      | Kardinaldiakon von Santa Lucia in Septisolio                             | 17. Dezember 1143  | Coelestin II. |                                                   |
| Guido di Crema               | Kardinaldiakon von Santa Maria in Portico Octaviae                       | 21. September 1145 | Eugen III.    | Zukünftiger Gegenpapst Paschalis III. (1164–1168) |
| Giovanni Gaderisio, CanReg   | Kardinaldiakon von Santi Sergio e Bacco                                  | 22. September 1150 | Eugen III.    |                                                   |
| Ottone da Brescia            | Kardinaldiakon von San Nicola in Carcere                                 | 21. Februar 1152   | Eugen III.    |                                                   |

Fünf Kardinäle wurden von Papst Innozenz II. kreiert, vier von Papst Coelestin II., fünf von Papst Lucius II. und elf von Papst Eugen III.

## Abwesende
Mindestens fünf Kardinäle nahmen an dieser Wahl nicht teil. Kardinal Giacinto Bobone war als päpstlicher Legat von Frühling 1154 bis Ende 1155 in Spanien. Kardinal Odone Bonecase war 1154/1155 in Frankreich als Legat. Gerard de Namur war Legat in Deutschland, während Ildebrando dieses Amt in der Lombardei ausübte. Abt Rainaldo von Montecassino war auch nicht an der römischen Kurie anwesend.
| Kardinal                       | Kardinalstitel                                     | Kreiert           | von Papst    | Anmerkungen                                                                           |
| ------------------------------ | -------------------------------------------------- | ----------------- | ------------ | ------------------------------------------------------------------------------------- |
| Rainaldo di Collemezzo, OSBCas | Kardinalpriester von Santi Marcellino e Pietro     | etwa 1139–1141    | Innozenz II. | Abt von Montecassino (Externer Kardinal)                                              |
| Odone Bonecase                 | Kardinaldiakon von San Giorgio in Velabro          | 4. März 1132      | Innozenz II. | Kardinalprotodiakon; Päpstlicher Legat in Frankreich                                  |
| Giacinto Bobone                | Kardinaldiakon von Santa Maria in Cosmedin         | 22. Dezember 1144 | Lucius II.   | Päpstlicher Legat in Spanien; Zukünftiger Papst Coelestin III. (1191–98)              |
| Gerard de Namur                | Kardinaldiakon von Santa Maria in Portico Octaviae | 21. Februar 1152  | Eugen III.   | Päpstlicher Legat in Deutschland                                                      |
| Ildebrando Grassi, CanReg      | Kardinaldiakon von Sant’Eustachio                  | 24. Mai 1152      | Eugen III.   | Apostolischer Administrator des Erzbistums Modena; päpstlicher Legat in der Lombardei |